# La Dernière Valse (chanson)
Pour les articles homonymes, voir La Dernière Valse.
Singles de Mireille Mathieu
Nous on s'aimera
(1967) J'ai gardé l'accent
(1968)
Pistes de Made in France
La vieille barque
 La Dernière Valse  est une chanson de 1967 interprétée par Mireille Mathieu. Cette chanson est la version française de la chanson The Last Waltz du chanteur anglais Engelbert Humperdinck. Cette chanson lui ouvre la porte des charts au Royaume-Uni et lui permet de participer pour la première fois de sa carrière (elle le fera trois fois) à la Royal Performance devant la reine Élisabeth II. En 1968, Dalida reprend la chanson en italien avec pour titre L'Ultimo valzer.

## Classements hebdomadaires

### Classement de la version française (Mireille Mathieu)
| Pays             | Meilleure position | Certification | Ventes          |
| ---------------- | ------------------ | ------------- | --------------- |
| France           | 1 (Novembre 1967)  | -             | Plus de 400 000 |
| BelgiqueFlandre  | 5                  | -             | -               |
| BelgiqueWallonie | 1                  | -             | -               |
| Allemagne        | 30                 | -             | -               |
| SuisseAlémanie   | 3                  | -             | -               |
| Royaume-Uni      | 26                 | -             | -               |
| Argentine        | 9                  | -             | -               |
| Brésil           | 6                  | -             | -               |

### Classement de la version italienne (Dalida)
| Pays   | Meilleure position |
| ------ | ------------------ |
| Italie | 2                  |